# Seurasaarenselkä
Seurasaarenselkä (schwedisch Fölisöfjärden) ist eine Meeresfläche (Fjärd) in der finnischen Hauptstadt Helsinki.
Die Bucht befindet sich westlich des Stadtzentrums und wird von den Inseln Lauttasaari im Süden, Kuusisaari im Norden und Lehtisaari im Westen umschlossen. Durch die etwa einen halben Kilometer breite Meeresenge Lauttasaarensalmi im Süden ist die Bucht mit der offenen See der Ostsee verbunden. Im Norden grenzt sie an die Meeresbucht Laajalahti und im Westen an die Meeresbucht Keilalahti. Inmitten des Seurasaarenselkä liegt die namensgebende Insel Seurasaari.
Während der Olympischen Sommerspiele 1952 in Helsinki fanden in der Bucht die Ruderregatten der Spiele statt. Der Start befand sich zwischen den Inseln Lehtisaari und Kaskisaari. Der Zielbereich war zwischen dem Sigurd-Stenius-Park (Sigurd Steniuksen puisto) im Stadtteil Munkkiniemi und den kleinen Pukkisaaret-Inseln verortet.